# Варагаш Ірина Юріївна
Ірина Юріївна Варагаш (н. 3 квітня 1970, Трускавець, УРСР) — українська підприємиця, засновник та керівник компаній з виробництва дитячого харчування та питної води. Засновник ТМ «Малятко» та «Еконія».

## Біографія
Народилась 3 квітня 1970 року у Трускавці на Львівщині. Наприкінці 1980-х вступила до Сільськогосподарського інституту. 1990 року вступила до Київського національного університету торгівлі.
У віці 23 років познайомилась з майбутнім чоловіком, який допоміг їй розпочати власну справу.
У 2001 році компанія Варагаш почала виробляти низькомінералізовану питну воду під ТМ «Малятко».
2007 року сімейну Компанію ТОВ «Аква-Еко» було перетворено на «Еконію», керівницею якої стала Варагаш.
З 2008 року Варагаш керує компанією «Еконія».

### Кримінальна справа
У липні 2020 року в приміщеннях Ірині Варагаш та її чоловіка почалися обшуки у рамках кримінальної справи щодо можливого викрадення та утримання голови правління ради директорів «Золотоніської меблевої фабрики» Курилова.

## Сім'я
Чоловік — Олексій Денисенко, партнер по бізнесу, співвласник компаній. Двоє синів — Олексій та Павло, які навчаються в Англії.

## Досягнення
- Ірина Варагаш та її чоловік створили першу в Україні дитячу воду «Малятко»[9]
- Бренд «Малятко» за два роки зайняв 35 % українського ринку[4]
- Компанія ТОВ ПІІ «Еконія», за даними Nielsen на квітень 2018 року, займає на українському ринку дитячої води частку більш ніж 57 % (у грошовому еквіваленті).[4]
- Входить до ТОП-15 жінок-керівниць за версією журналу «Топ-100. Рейтинг найбільших» (займає 7 позицію у рейтингу)[11]
- Здобула перемогу у номінації «Жінки України — 2019», у категорії «Підприємництво»[12]